# Prjamoj efir
Prjamoj efir (russisk: Прямой эфир) er en russisk spillefilm fra 2023 af Karen Oganesjan.

## Medvirkende
- Kirill Käro som Aleksandr
- Pavel Tjernýsjyov som Jegor
- Irina Voronova som Polina
- Angelina Stretjina
- Soslan Fidarov
- Uljana Pilipenko
- Anastasija Todoresku